# Cultura popular (álbum de Siniestro Total)
Cultura popular es el título del segundo álbum en directo grabado por el grupo gallego Siniestro Total. Fue lanzado al mercado en 1997 por Virgin. Las canciones del álbum se grabaron en vivo en los conciertos que el grupo ofreció los días 9 y 10 de octubre de 1996 en el Palacio de Congresos y Exposiciones de Santiago de Compostela con motivo de la apertura del curso académico universitario 1996/97, para el que Mikel Clemente había preparado un espectáculo audiovisual protagonizado por el grupo y denominado Cultura popular. Los temas interpretados son versiones de grupos españoles de entre los sesenta y los noventa.

## Lista de canciones
1. «Intro» - 2:05
2. «La cultura popular» (Moncho e Mailo Sapoconchos, 1987) - 2:50
3. «Es muy fácil» (Los Mitos, 1969) - 2:33
4. «Dálle beibe dálle» (Os Resentidos, 1983) - 1:13
5. «Compre» (Cucharada, 1979) - 3:40
6. «Esta noche me voy a bailar» (Los Coyotes, 1988) - 2:50
7. «Soy así» (Los Salvajes, 1966) - 2:25
8. «La torre de Babel» (Los Enemigos, 1990) - 2:30
9. «No me gusta el rock» (La Romántica Banda Local, 1978) - 2:30
10. «Gelito» (Los del Páramo, 1992) - 4:00
11. «Reggae popular riojano» (Potato, 1988) - 2:45
12. «Soy un macarra» (Ilegales, 1984) - 3:06
13. «Rómpeme, mátame» (Trigo Limpio, 1977) - 3:20
14. «Adiós muñeca» (Alpuente y los Kwai, 1980) - 3:05
15. «Alimaña» (Los Cafres, 1988) - 3:24
16. «Los platillos volantes» (Los Salvajes, 1968) - 2:34
17. «Emmanuel negra en el valle de los zombies» (Ciudad Jardín, 1985) - 1:57
18. «Chamem a policia» (Trabalhadores do Comercio, 1980) - 3:00
19. «Las seis de la mañana» (Mermelada, 1980) - 3:12
20. «Free yourself» (Los Canarios, 1970) - 4:14
21. «Galicia caníbal» (Os Resentidos, 1986) - 3:27
22. «Galicia gran carallo de sal»